# Yucatán, Coahuila
Yucatán är en ort i Mexiko.   Den ligger i kommunen Francisco I. Madero och delstaten Coahuila, i den centrala delen av landet, 800 km nordväst om huvudstaden Mexico City. Yucatán ligger 1 102 meter över havet och antalet invånare är 213.
Terrängen runt Yucatán är mycket platt. Runt Yucatán är det glesbefolkat, med 9 invånare per kvadratkilometer. Närmaste större samhälle är Banco Nacional, 2,8 km väster om Yucatán. Trakten runt Yucatán består till största delen av jordbruksmark.